# Német Aranybulla

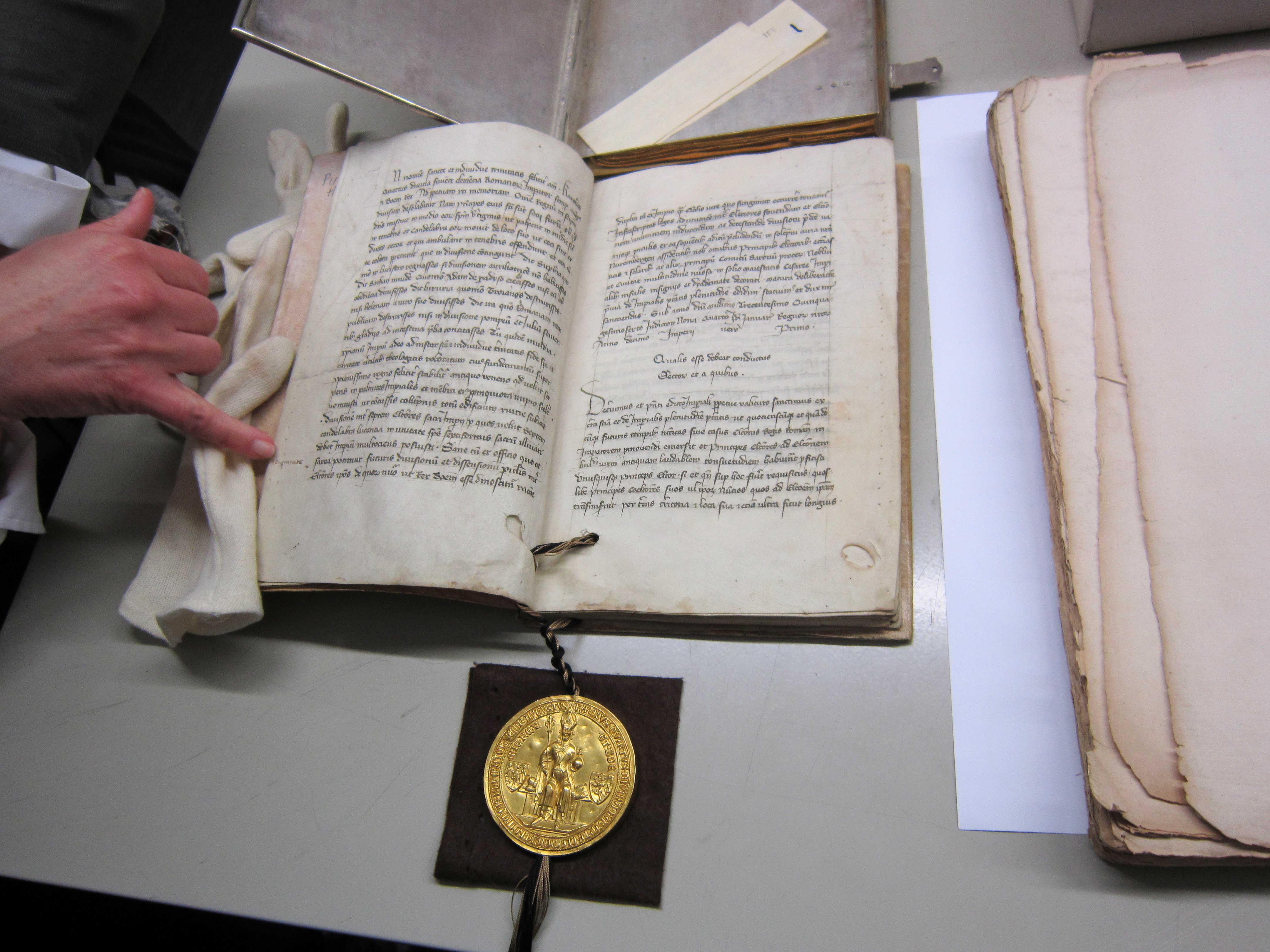
Az Aranybulla trieri példánya, a 31 fejezetből álló dokumentumot hét eredeti példányban készítették el, és a ráfüggesztett aranypecsétről nevezték el

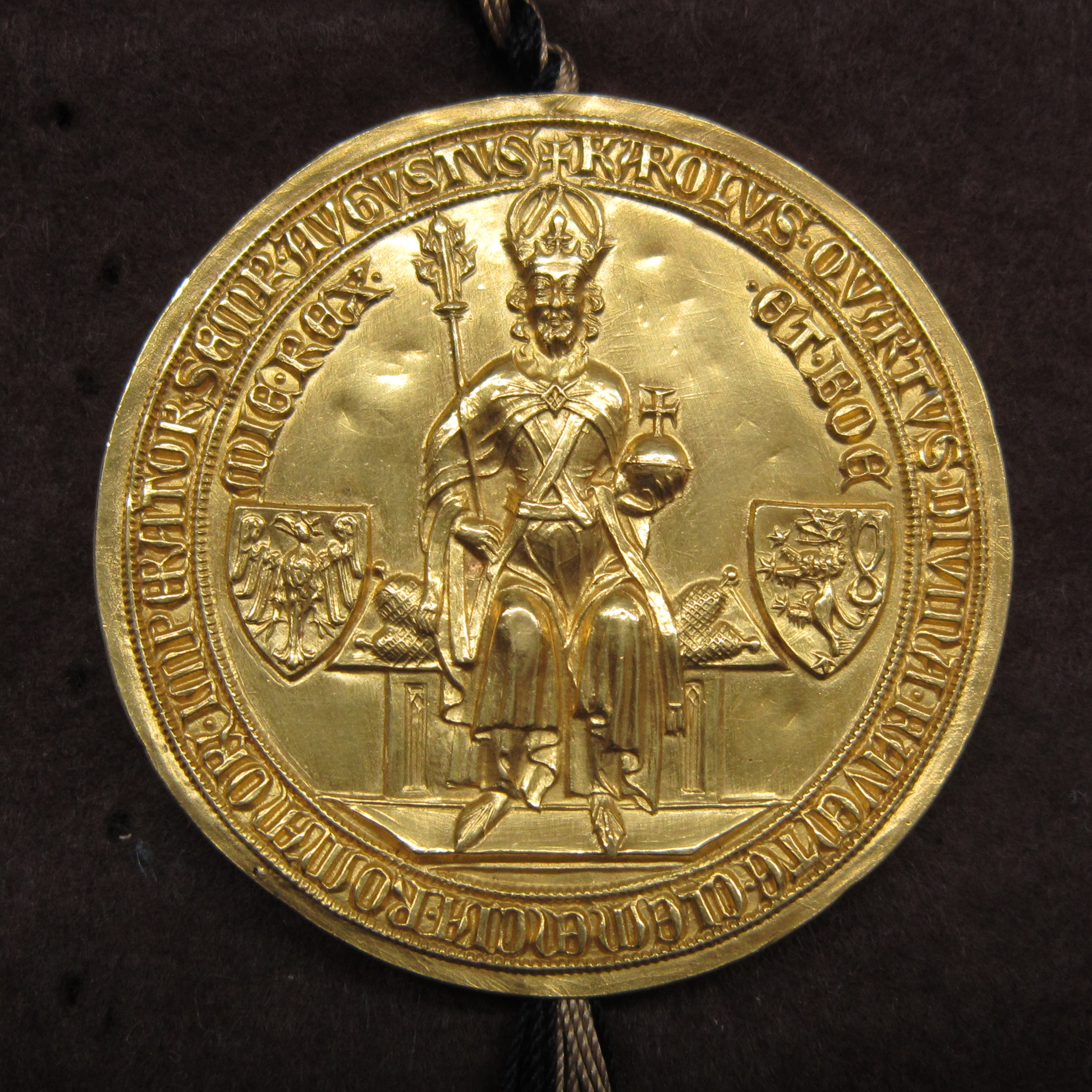
IV. (Luxemburgi) Károly portréja az aranypecséten

A német Aranybulla egy IV. (Luxemburgi) Károly által 1356-ban, a tartományurak nyomására kiadott okirat, mely a német-római birodalom alkotmányául szolgált. Az irat meghatározta a Német-római Birodalom császárának megválasztásának módját, kijelölve hét választófejedelmet - három egyházit és négy világit: (trieri, mainzi, kölni érsekek, cseh király, szász fejedelem, brandenburgi őrgróf, rajnai palotagróf). Jelentősége abban áll, hogy IV. Károly – okulva a IV. Henrik és VII. Gergely és utódaik közötti invesztitúraharcból – kizárta a pápát a császár megválasztásából. A pápa ezentúl nem szólhatott bele a császár személyének kiválasztásába, így a császárság is elindult a szekularizáció útján a nemzeti monarchiák példáját követve. A pápa potenciális támogatásáról lemondott fejedelmek viszont körülbástyázták rendi különállásukat, amivel megakadályozták, hogy a császárságban is kiépülhessen az abszolutizmus, bár erre a későbbi császárok elsősorban az igazságszolgáltatás központosításával (1495, Reichskammersgerichtsordnung) és a rendi gyűléstől függetlenül is kivethető központi adó bevezetésével kísérletet tettek. A fejedelmek az 1555-ös augsburgi vallásbékével először vallási, majd később a harmincéves háborút lezáró   1648-as vesztfáliai békében, külpolitikai téren is függetlenítették magukat a császártól. A Birodalom ezzel de facto darabjaira hullott.

## A császárválasztás rendje
A mainzi érsek a császár vagy a rómaiak királyának halálhírére egy hónapon belül az összes választófejedelmet nyílt levélben tájékoztatta. Késedelmeskedés esetén a fejedelmek saját maguktól, három hónapon belül, Frankfurtban gyűltek össze, hogy megválasszák a rómaiak királyát, akiből majd császár lesz.
A választás szavazattöbbséggel történt. A császárrá koronázásra a pápa jogosult Rómában.
A választók esküje így hangzott:
Esküszöm az előttem levő szent evangeliumra, hogy azon hitem szerint, mely Istenhez és a szent birodalomhoz köt, belátásom és értelmem szerint és Isten segedelmével, azt választom a keresztyén nép világi fejéül, azaz római királyúl, a ki legjobban megfelel ezen hivatalnak értelmem és belátásom igazgatása és parancsa és hitem szerint és hogy neki adom szavamat és szavazatomat, szabadon minden szerződéstől, ártól és bárminemű előző kötelességtől. Ugy segítsenek Isten és minden szentjei.

## A fejedelmek jogállása
A  megválasztás után, de még a megkoronázás előtt az uralkodó kibocsátotta a választási kapitulációját. A választási kapituláció az uralkodó és a rendek közötti megállapodást tartalmazta: az uralkodó ebben biztosítékot adott a rendeknek, hogy a meglévő jogaikat nem csorbítja - Magyarországon ennek az ún. koronázási hitlevél felelt meg. Az Aranybulla ugyanakkor rögzíti a világi választófejedelmek kötelezettségeit az újonnan megválasztott uralkodóval szemben:
Az újonnan megválasztott császárnak azonnal meg kell erősítenie a választófejedelmek hűbéreit, privilégiumait, jogait és szabadságát.
A birodalmi gyűlés alkalmával a császárnak vagy római királynak kézmosó vízzel a brandenburgi őrgróf szolgál, az első pohár italt a cseh király nyújtja, ki azonban kiváltságai értelmében ezt nem királyi koronával a fején cselekszik hacsak erre magától nem hajlandó; a rajnai palotagróf az ételt szolgálja fel, míg Szászország fejedelme a marsalli tisztet tölti be, mint ahogyan ez régtől fogva szokásos.
Az Aranybulla a nemesek jogait védte. Az újonnan megválasztott uralkodónak azonnal meg kellett erősítenie a választófejedelmek hűbéreit, privilégiumait, jogait és szabadságát. A tartományok nagyobb önállóságot, a választófejedelmek pénzverési, hadsereg felállítási jogot kaptak. Az okirat engedélyezte a fejedelmek számára a független külpolitikát.
Az Aranybulla a 7 választófejedelmet saját birtokukon függetlennek ismerte el, ezzel "szentesítve" Németország széttagoltságát.

## Hagyományozódás
A német Aranybulla 4 példányban maradt fenn: a mainzi, a heidelbergi, a majna-frankfurti aranypecséttel, a nürnbergi pedig a nagy császári viaszpecséttel. Az 1–23 törvénycikkeket 1356. január 9-én hirdették ki a nürnbergi birodalmi gyűlésben, a 24. cikkelytől végig 1356. december 24-én Metzben. Az utolsó római császárkoronázás III. Frigyesé 1452-ben. Az utolsó német-római császárt, I. Ferencet 1792-ben koronázták meg Frankfurt am Mainban.

## Későbbi fejlemények
Christian August Beck (1720-1784) német jogtörténész 1755 és 59 között előadássorozatot tartott a német területek történelméről és alkotmányosságuk fejlődéséről. Az előadássorozatból készült tankönyvek a mai németországi történelem- és jogi tanulmányok során használt referenciamunkák. Beck előadása szerint az idők folyamán a választói kollégium kiegészült még két választófejedelemséggel- idővel ugyanis vita alakult ki a választók között, hogy meg lehet-e változtatni az Aranybulla rendelkezéseit. Végül arra jutottak, hogy igen, mivel eleve sok olyan rendelkezés volt benne, amelyet nem tartottak be, illetve melyek idejétmúlttá váltak.
Például, hogy a választófejedelmek csak kenyeret és vizet kaphatnak, ha 30 napon belül nem választják meg a császárt, hogy a rajnai palotagróf a császár bírája, hogy a világi választófejedelmek fiainak meg kell tanulniuk a szlavón vagy a vend nyelvet, hogy a császárválasztásra Frankfurtban, a koronázásra ellenben Aachenban kell sort keríteni, hogy a választófejedelmek az esküt latinul teszik le, hogy a választást követő első birodalmi gyűlést Nürnbergben kell tartani stb. Itt említendő a nyolcadik és a kilencedik választói méltóság létrehozása, Mainz és Köln egyezsége a király felkenése és felszentelése körül, és a választási kapitulációnak az a rendelkezése, hogy a jövőben visszaháramló birodalmi hűbéreket a császárnak nem kell tovább adományoznia, hanem azok a császári birtokok részét képezik.
A bajor herceg eredetileg egyben a rajnai őrgrófi méltóságot is birtokolta. A bajor hercegi ház ezt követően azonban kettévált a bajor és a pfalzi ágra, melyek között a választás joga állandó vita tárgya volt, mígnem 1329-ben megegyeztek abban, hogy a választói jogukkal felváltva fognak élni. Az Aranybullában azonban IV.Károly a pfalzi ágnak adta a rajnai őrgrófságot, s ezzel neki juttatta a jogosultságot. A bajor ágnak viszont az 1648-as vesztfáliai békében sikerült kiharcolnia, hogy ez az ág is részt vehessen a választásban. A kilencedik választófejedelem a braunschweig-luneburgi herceg lett 1708-ban. "A Wittelsbachok bajor ágának kihalásakor (1777) a pfalzi és a bajor választói cím IV/II. Károly Tivadar választó (pfalzi: 1742-1777, bajor-pfalzi: 1777-1799) kezén egyesült, így a létszám nyolcra csökkent."
A francia forradalom ideje alatt az ún. első koalíciós háborúban Poroszország 1795-ben Bázelben, majd Ausztria 1797-ben Campo Formióban békét kötöttek Napóleonnal. E békékben a két vezető német nagyhatalom beleegyezett abba, hogy a Rajnától nyugatra lévő német területek, Ausztria pedig még abba is, hogy maga Mainz és környéke is francia fennhatóság alá kerüljenek - ezzel a két vezető német hatalom lemondott a birodalom integritásának elvéről. 1803 februárjában a német birodalmi küldöttek e helyzetre reagálva úgy döntöttek, hogy kárpótolják az elvesztett területekért a birodalmi rendeket (azon egyházi és világi személyek, vagy testületek, akik részvételi- és szavazati joggal rendelkeznek a birodalmi rendi gyűlésen) illetve átszervezik a birodalom területi beosztását - ezzel a 300 birodalmi rend száma lecsökkent 112-re.
1804 májusában a szenátus határozatával Napóleon bevezette az örökös császárságot - ennek referendum útján történő megerősítésére novemberben, a császárkoronázásra decemberben került sor. A Habsburgok erre augusztusban kikiáltották az Osztrák Császárságot, amely magában foglalta a német birodalmi területek egy részét is. 1805-ben kitört a harmadik koalíciós háború, melyben Bajorország, Baden és Würtenberg francia oldalra állt. A vesztes austerlitzi csata után a pozsonyi békében Ausztria területeket volt kénytelen átengedni a győzteseknek, Bajorország és Würtenberg pedig királyi rangra emelkedett. 1806 júliusában 16 német uralkodó létrehozta francia védnökség alatt a Rajnai Szövetséget, augusztus 6-án pedig I. Ferenc lemondott a német császári trónról és feloldotta a birodalmi rendeket kötetelezettségeik alól. A Német Nemzet Szent Római Birodalma ezzel de jure is megszűnt.

## Hatása Ausztria létrejöttére
A Német-Aranybulla nem emelte az osztrák herceget a birodalmat megválasztó fejedelmek közé, ezért IV. Rudolf osztrák herceg (1358-1365) utasítására 1358-59 folyamán több oklevél hamisításával létrejött az ún. Nagy kiváltságlevél (privilegium maius).
Rudolf a rangemelés reményében hét, részben hamisított oklevélből állíttatta össze a Privilegium maiust. Benne volt egy 1058-ra datált, IV Henrik császár (1056-1105) által kiadott oklevél, az 1156-os Privilegium minus, egy 1228-ra datált oklevél, egy 1245-ös I. Frigyestől (1220-1250), egy 1283-as I. Rudolftól, valamint bekerült egy Iulius Caesarra és egy Nero római császárra visszavezetett oklevél is. IV. Károly császár az itáliai reneszánsz híres alakját, Francesco Petrarcát kérte fel a kiváltságlevél hitelességének vizsgálatára, majd az ő tanácsára megtagadta a Privilegium maius megerősítését. 1442- ben, majd 1453-ban a Habsburg-dinasztiából származó III. Frigyes német király, majd császár (1440/1452-1493) azonban hitelesnek ismerte el a hét oklevelet, és megerősítette a Nagy kiváltságlevelet, amely azon túlmenően, hogy Alsó-Ausztria tartományt (és ezzel az Osztrák Hercegséget) főhercegség rangjára emelte, kiterjedt előjogokat biztosított a főherceg számára. Ilyen volt a hűbéradományozási jog kiterjesztése, a korona és jogar használatának engedélyezése, a hercegség öröklését illetően a pri- mogenitúra és az oszthatatlanság elvének bevezetése (utóbbiak választófejedelmi kiváltságok voltak), illetve annak elismerése, hogy a birodalmi ranglétrán az osztrák főherceg közvetlenül a választófejedelmek után következik. A Nagy kiváltságlevelet 1599-ben II. Rudolf (1576-1612), 1729-ben VI. Károly (1711-1740) is megerősítette, a hamisításra csak Walter Wattenbach német történész kutatásai derítettek fényt 1856-ban."
Érdekesség, hogy fennmaradt Petrarca e tárgyban írt levele, melyben szövegkritikai szempontok alapján megállapította, hogy a Nerónak és Caesarnak tulajdonított oklevél közönséges hamisítvány, melynek szerzőjét Petrarca "nemes egyszerűséggel ökörnek és tanulatlan szamárnak nevezte."

## További információ
- Egy ismeretlen ismerős – a Német-római Birodalom. Világtörténet 2014. évi 2. szám. Magyar Tudományos Akadémia Bölcsészettudományi Kutatóközpont Történettudományi Intézet
- Gloviczki Ráhel: Császárkoronázás a középkorban. A szertartás és ami mögötte van  in: Fons XXXI. (2024) 3. szám, 297-355. old.